# Christophe Jarno
Christophe Jarno, né le 8 novembre 1961 à Ploërmel (Morbihan), est un ancien footballeur français, qui a évolué au poste de défenseur.

## Biographie
Au cours de sa carrière, Christophe Jarno dispute 39 matchs dans le championnat de France de Division 2, dont 33 sous les couleurs du MUC 72 et 6 sous celles du Havre.